# Chrysis alticata
Chrysis alticata es una especie de avispa del género Chrysis, familia Chrysididae. Fue descrita por Bohart en 1991. Se encuentra en China, en la región Tíbet.